# Jorgos Aresti
Jorgos Aresti (gr. Γιώργος Αρέστη; 2 września 1994 w Larnace) – cypryjski piłkarz, grający na pozycji pomocnika w Ethnikosie Achna.

## Kariera klubowa
Aresti rozpoczął karierę w AEK Ateny. W marcu 2012 został włączony do pierwszego zespołu. W styczniu 2013 został wypożyczony do Glyfada FC. W lipcu 2013 przeszedł do Enosis Neon Paralimni. W czerwcu 2014 został zawodnikiem AO Ajia Napa. W grudniu 2014 trafił do Doksy Katokopia. W czerwcu 2016 podpisał dwuletni kontrakt z Ethnikosem Achna.

## Kariera reprezentacyjna
W reprezentacji Cypru zadebiutował 27 maja 2014 w meczu z Japonią.